# Christine Churcher
Christine Churcher (sinh ngày 21 tháng 9 năm 1954) Cape Coast, Ghana)  là một chính trị gia hàng đầu ở Ghana. Bà phục vụ từ năm 2001 đến 2005 tại Bộ Giáo dục (Bộ trưởng Bộ Giáo dục Tiểu học, Trung học và Trẻ em gái) từ năm 2005 đến 2006, bà làm việc tại Bộ Khoa học và Bảo vệ Môi trường (Bộ trưởng Bộ Khoa học và Môi trường). Churcher đã nộp đơn vì dân tộc và các hoạt động chính trị của họ ở quê nhà với tư cách là thủ lĩnh của Cape Coast. Chính trị gia Churcher chắc chắn gây tranh cãi sau những cáo buộc tham nhũng và sa thải khỏi Bộ năm 2006.

## Giáo dục
Churcher theo học tại Trường tiểu học Kwesi Plange còn được gọi là Trường Dự bị Tưởng niệm Pere Planque ở Cape Coast từ năm 1959 đến năm65. Trong khoảng thời gian từ năm 1965 đến năm 1972, bà theo học tại Trường Trung học Nữ sinh Mfanstiman. Từ năm 1975 đến 1978 Churcher học tiếng Anh và lịch sử tại Đại học Ghana và tốt nghiệp thành công. 1991 làm việc cho Churcher trong phần đầu tiên của luận án của mình cho Thạc sĩ Triết học trong chương trình giáo dục người lớn tại Đại học Ghana.

## Sự nghiệp
Churcher bắt đầu làm giáo viên tại trường cũ của cô, Trường trung học nữ Mfantsiman trong việc dạy tiếng Anh sau khi tốt nghiệp trường năm 1972 tới. Sau khi học từ giai đoạn 1978 đến 1982, bà làm việc tại Công ty TNHH Quản lý Uy tín Goldfields và chuyển đến năm 1982 với tư cách là một gia sư tiếng Anh tại Trường Trung học Phổ thông Wesley Girls ở Cape Coast. Về mặt chính trị, bà bắt đầu chính trị vào năm 1989 và 1990 khi làm Phó thư ký điều hành của Hội đồng quốc gia về phụ nữ và phát triển khu vực làm việc. Churcher là Thị trưởng (Giám đốc điều hành thành phố) của Cape Coast Kể từ năm 1996 Churcher là thành viên của Quốc hội Ghana cho Cape Coast với tư cách là ứng cử viên của Đảng Yêu nước Mới (NPP). Vào tháng 10 năm 2006, có nhiều tin đồn từ chức liên quan đến ghế của họ, như Churcher đã báo cáo, bà đã giữ chức Bộ trưởng trong số những người khác, một số phương tiện dịch vụ được giữ lại [2]. Bộ trưởng, mục sư. Từ năm 2001 đến năm 2005, bà là Bộ trưởng giáo dục tiểu học và trung học cơ sở và giáo dục trẻ em gái và từ năm 2005 đến 2006 Bộ trưởng Bộ Khoa học và Bảo vệ Môi trường. Vào ngày 27 tháng 4 năm 2006, Churcher đã bị John Kufuor miễn nhiệm.